# Distrikt Tantamayo

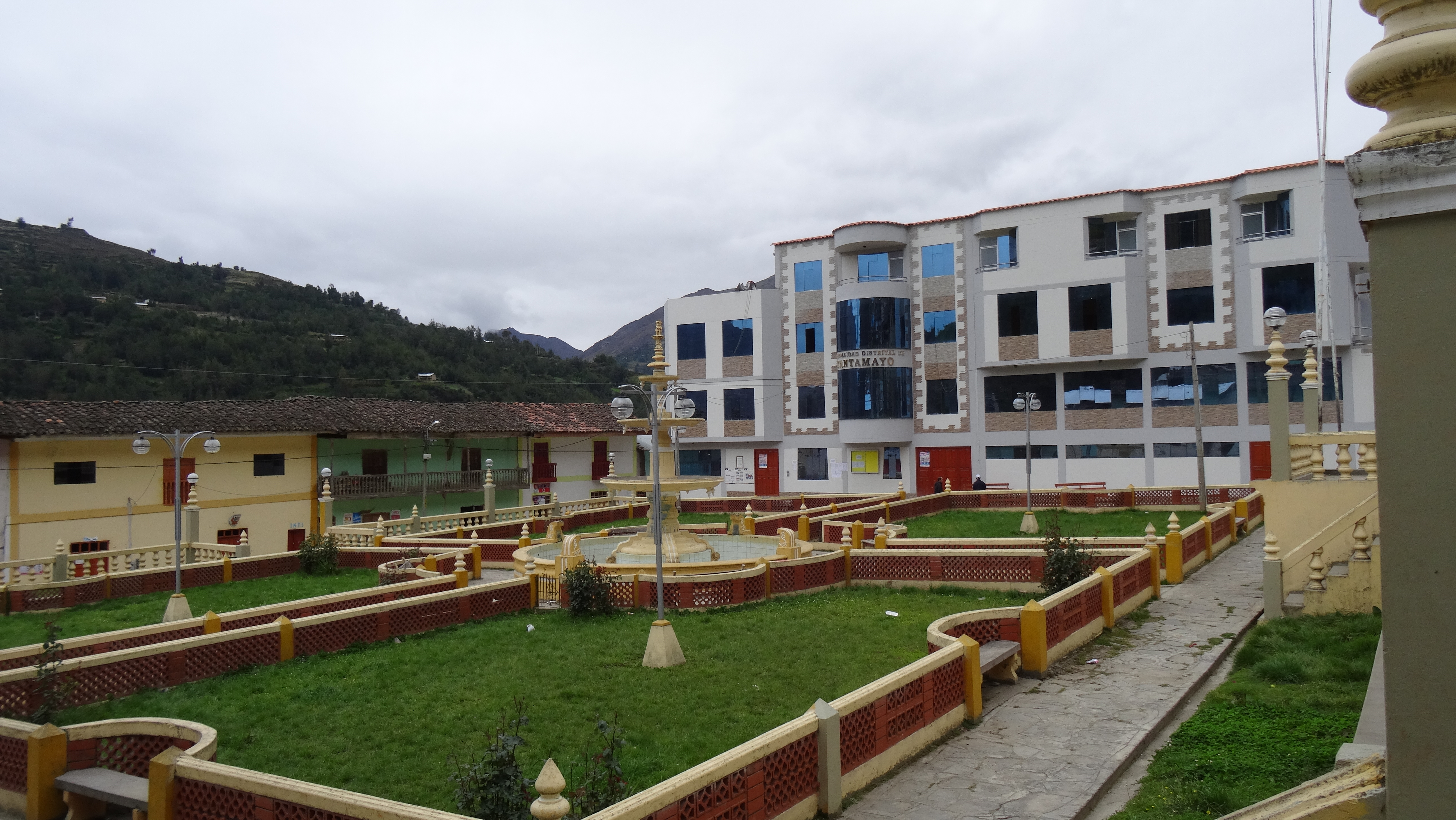
Plaza de Armas in Tantamayo

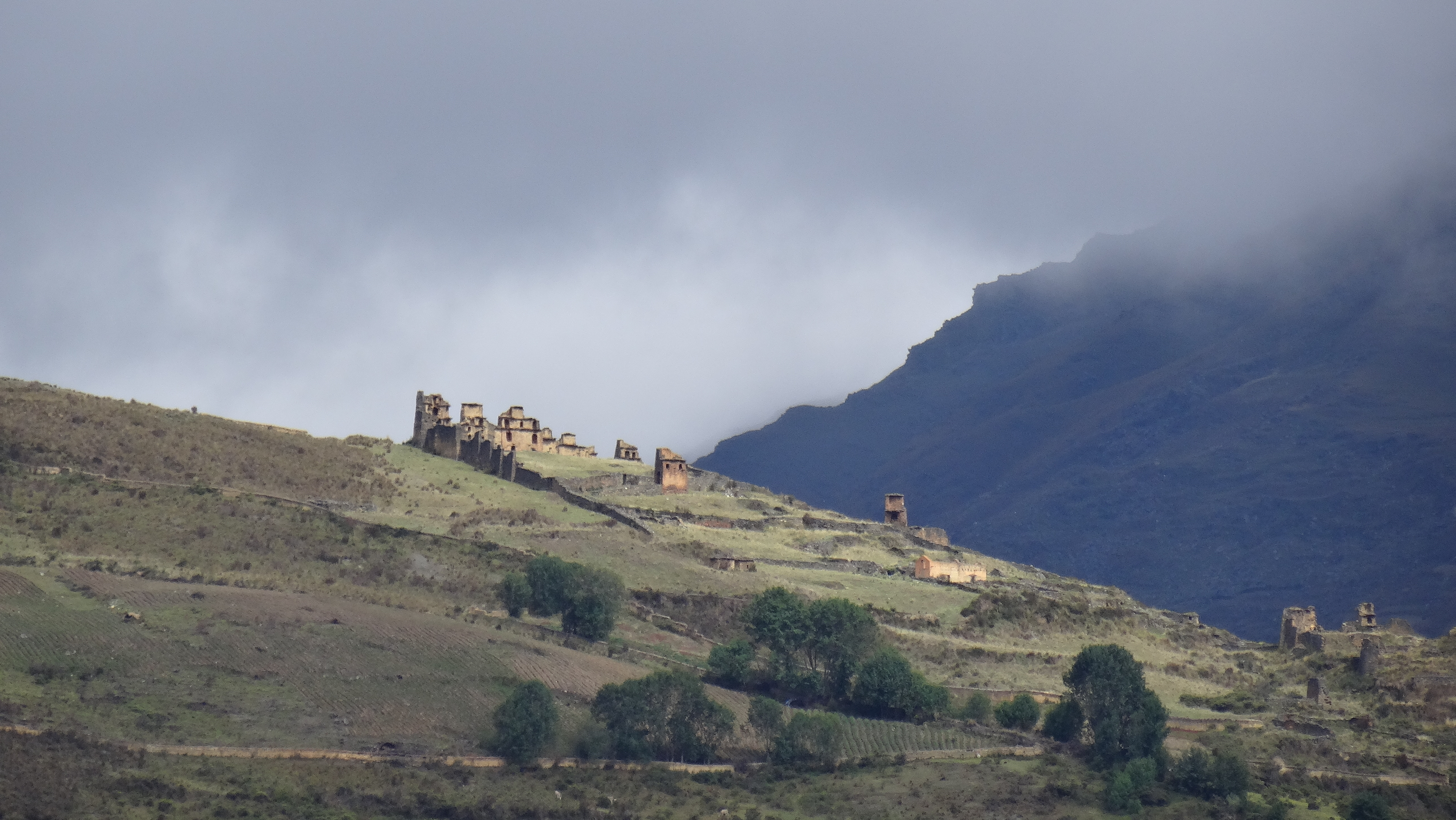
Archäologischer Fundplatz Piruro

Der Distrikt Tantamayo liegt in der Provinz Huamalíes in der Region Huánuco in Westzentral-Peru. Er wurde am 29. Oktober 1923 gegründet. Der Distrikt erstreckt sich über eine Fläche von 280 km². Im Distrikt wurden beim Zensus 2017 2887 Einwohner gezählt. Im Jahr 1993 lag die Einwohnerzahl bei 2756, im Jahr 2007 bei 2888. Sitz der Distriktverwaltung ist die 3495 m hoch gelegene Ortschaft Tantamayo mit 227 Einwohnern (Stand 2017). Tantamayo befindet sich 20 km nordnordöstlich der Provinzhauptstadt Llata.
Knapp 2 km nordöstlich von Tantamayo befindet sich der archäologische Fundplatz Piruro.

## Geographische Lage
Der Distrikt Tantamayo liegt an der Westflanke der peruanischen Zentralkordillere zentral in der Provinz Huamalíes. Entlang der westlichen Distriktgrenze strömt der Río Marañón nach Norden. Im Distrikt gibt es mehrere Seen, darunter Laguna Huaquian, Laguna Carpa, Laguna Tecllo, Laguna Maravilla und Laguna Guitarra.
Der Distrikt Tantamayo grenzt im Süden an den Distrikt Jacas Grande, im Südwesten an den Distrikt Chavín de Pariarca, im Nordwesten an den Distrikt Rapayán (Provinz Huari), im Norden an den Distrikt Jircan sowie im Osten an den Distrikt Monzón.

## Ortschaften
Im Distrikt gibt es neben dem Hauptort folgende größere Ortschaften:
- Coyllarbamba
- Pampa Florida
- Pariarca